# Isonychus ochraceus
Isonychus ochraceus är en skalbaggsart som beskrevs av Blanchard 1850. Isonychus ochraceus ingår i släktet Isonychus och familjen Melolonthidae. Inga underarter finns listade i Catalogue of Life.